# Laboratori nazionali di Frascati
I Laboratori Nazionali di Frascati (LNF) dell'Istituto Nazionale di Fisica Nucleare – destinati alla ricerca in fisica delle particelle – furono fondati nel 1954 per ospitare l'elettrosincrotrone da 1,1 GeV, primo acceleratore di particelle costruito in Italia. In seguito nei Laboratori vennero sviluppati per la prima volta al mondo gli anelli di collisione elettrone-positrone: dal prototipo AdA che ne dimostrò la fattibilità, si passò all'anello ADONE e, in seguito, a DAΦNE tuttora operativo (2024). Oltre alla sperimentazione attorno alle macchine in sede, i ricercatori dei LNF svolgono da sempre un vasto programma di collaborazioni ad esperimenti presso laboratori esteri, in particolare con il CERN e con centri degli Stati Uniti d'America.

## Storia e attività
I Laboratori Nazionali di Frascati furono fondati l'8 agosto 1954 per ospitare un sincrotrone per elettroni di energia 1,1 GeV.
Il sincrotrone, costruito sotto la direzione del prof. Giorgio Salvini, iniziò a funzionare nel 1959, fornendo fasci di raggi gamma (anche polarizzati) e fasci di elettroni agli esperimenti condotti dai ricercatori dei LNF in collaborazione con varie Università italiane.
In uno storico seminario tenuto ai LNF nel febbraio del 1960, Bruno Touschek lanciò l'idea di iniettare in uno stesso anello fasci di elettroni e positroni circolanti in verso opposto al fine di studiarne le collisioni. Fu allora costruito l'anello AdA (Anello di Accumulazione), di circa 1,5 m di diametro, posto all'interno di un elettromagnete dove un campo a radiofrequenza accelerava i fasci sino a 250 MeV. AdA venne poi trasportato ai Laboratori di Orsay presso Parigi che disponevano di un iniettore di più alta intensità; qui vennero osservate le prime collisioni elettrone-positrone.
Il successo di AdA portò alla progettazione di una macchina più grande, ADONE, dotata di 4 zone per gli esperimenti e fasci di energia sino a 1,5 GeV. ADONE entrò in operazione nel 1969 e fu spento definitivamente nel 1993. Gli esperimenti con ADONE riguardarono test dell'elettrodinamica quantistica (QED), i fattori di forma del protone e del neutrone, lo studio del muone, la produzione multiadronica. Quest'ultima, in particolare, rivelatasi più abbondante del previsto, costituì un'importante conferma del modello a quark e dell'ipotesi del colore.
Nel novembre 1974 gli esperimenti di ADONE di seconda generazione osservarono la particella J/ψ solo due giorni dopo l'annuncio della sua scoperta effettuata nei laboratori americani di SLAC e BNL. Per produrre la J/ψ fu necessario spingere l'operatività di ADONE a circa 100 MeV oltre l'energia massima nominale; per questa ragione la J/ψ, in precedenza, era sfuggita agli esperimenti LNF.

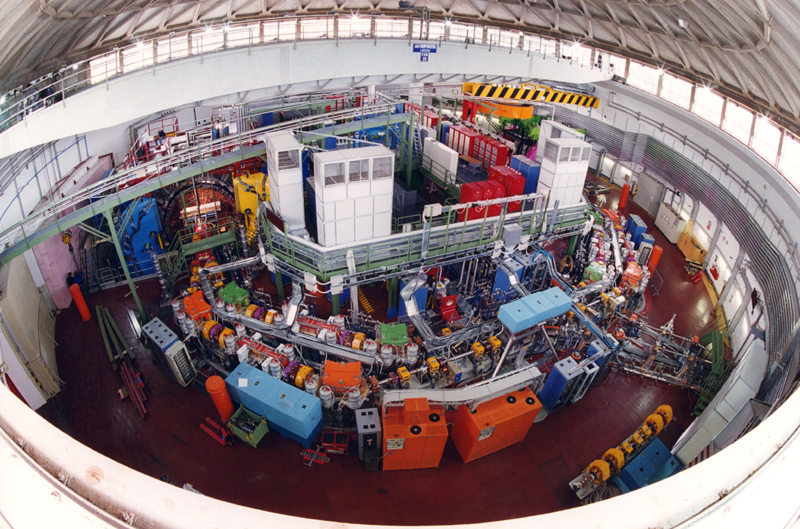
Veduta dell'interno della hall di DAΦNE.

Nel 2002 è entrata in funzione, nella stessa hall di ADONE, la nuova macchina DAΦNE disegnata per operare alla risonanza Φ con fasci di altissima intensità, per studi sulla violazione di CP nei mesoni K neutri (esperimento KLOE). Altri esperimenti a DAΦNE hanno riguardato la produzione di ipernuclei (FINUDA) e lo studio di atomi kaonici (DEAR, SIDDHARTA).
Nel laboratorio BTF (Beam Test Facility) sono disponibili, derivati dal fascio di elettroni del Linac di DAΦNE, fasci di particelle diversi: elettroni, positroni, fotoni e neutroni. Gli utenti di questa infrastruttura sono ricercatori italiani e stranieri che si avvicendano per effettuare test e calibrazioni di rivelatori da utilizzare negli esperimenti di fisica delle alte energie. Recentemente la BTF è stata ampliata con la costruzione di una seconda linea: la linea 1 è dal 2018 dedicata esclusivamente all'esperimento PADME, per indagare la materia oscura, mentre per le attività di test è stata realizzata la linea 2.
I ricercatori dei LNF non impegnati in sede partecipano ad importanti esperimenti all'estero: al CERN, ai laboratori USA (Fermilab, SLAC, Jefferson Lab), al DESY di Amburgo e, in tempi più recenti, anche a Pechino e in Giappone.
Di particolare rilievo è la partecipazione agli esperimenti ATLAS, CMS, ALICE e LHCb presso il grande collider LHC del CERN. Di rilievo è stato anche il ruolo dei LNF negli esperimenti ai Laboratori Nazionali del Gran Sasso: in particolare, quello all'esperimento OPERA con il fascio di neutrini prodotto al CERN.
Nei LNF, grazie alla presenza di servizi di supporto di alta tecnologia, l'attività sperimentale si dispiega anche nella progettazione e sviluppo dei rivelatori da impiegare negli esperimenti in sede e in quelli esterni. Da segnalare, in proposito, l'antenna criogenica Nautilus dedicata alla ricerca delle onde gravitazionali previste dalla teoria della relatività generale di Einstein. Nautilus è stata in funzione per ben 25 anni dal 1992 al 2017.
Nei LNF è attivo anche un gruppo di fisici teorici che fornisce indirizzo e consulenza ai gruppi sperimentali, pur conducendo anche ricerche indipendenti.
La progettazione, costruzione e operazione delle varie macchine acceleratrici dei LNF ha comportato la nascita e lo sviluppo di un nutrito gruppo di fisici, ingegneri e tecnici specializzati nella fisica delle macchine acceleratrici. Questa è una risorsa tanto importante quanto unica dei LNF; ne sono esempi importanti alcune realizzazioni esterne come il Centro Nazionale di Adroterapia Oncologica (CNAO) presso Pavia e collaborazioni su sviluppi futuri del settore come il Compact Linear Collider (CLIC) del CERN.
In sede sono state anche sviluppate nuove originali linee di ricerca, in particolare la facility SPARC, che combina un fascio di elettroni di elevata brillanza con impulsi laser ultrarapidi e di alta intensità allo scopo di studiare la tecnica dell'accelerazione laser-plasma e realizzare un laser a elettroni liberi (FEL).
Un ruolo importante nelle attività dei LNF riveste la diffusione della cultura scientifica. Vengono organizzati, con regolarità, incontri e seminari di aggiornamento per insegnanti della scuola secondaria, visite di scolaresche, stage per studenti, ed eventi per il grande pubblico. Tra questi, spiccano l'“Open Day” e l'adesione alla Notte europea dei ricercatori, entrambi con cadenza annuale.

## Personale
Lo staff dei LNF comprende circa 350 unità suddivise tra:
- Divisione Ricerca: vi afferiscono ricercatori, tecnologi e tecnici dedicati agli esperimenti. Comprende servizi di Elettronica, Meccanica, Informazione e Divulgazione e Scientifica, il servizio Luce di Sincrotrone e il Centro di Calcolo.
- Divisione Acceleratori: comprende ricercatori, tecnologi e tecnici dedicati alle operazioni e allo studio delle macchine acceleratrici e vari servizi di supporto interni.
- Divisione Tecnica: assicura il supporto di base e logistico alle attività dei LNF. Si occupa pertanto di impiantistica, edilizia, gestione della stazione elettrica e del magazzino, servizi generali. Sotto la responsabilità della divisione si trova anche un servizio di progettazione e l'officina meccanica. Al suo interno si trovano tecnologi tecnici e personale amministrativo.
- Amministrazione e Servizi di Direzione: cura la gestione amministrativa e contabile dei Laboratori e le questioni relative al personale. Attualmente è Direttrice la Dott.ssa Paola Gianotti.

Allo staff si aggiunge personale ospite e associato: studenti e dottorandi, nonché ricercatori provenienti da altri Istituti, italiani e stranieri, che collaborano alle attività dei LNF.

## Direttori
| Giorgio Salvini        | 1957 - 1960             |
| Italo Federico Quercia | 1961 - 1963             |
| Lucio Mezzetti         | 1964 - 1967             |
| Ruggiero Querzoli      | 01/09/1967 - 31/08/1970 |
| Italo Federico Quercia | 01/09/1970 - 31/12/1973 |
| Renato Cerchia         | 01/01/1974 - 28/02/1974 |
| Giorgio Bellettini     | 01/03/1974 - 28/02/1977 |
| Corrado Mencuccini     | 01/03/1977 - 30/10/1977 |
| Renato Scrimaglio      | 01/11/1977 - 31/12/1983 |
| Sergio Tazzari         | 01/01/1984 - 31/12/1989 |
| Enzo Iarocci           | 01/01/1990 - 31/01/1996 |
| Paolo Laurelli         | 01/02/1996 - 31/01/2002 |
| Sergio Bertolucci      | 01/02/2002 - 21/11/2004 |
| Mario Calvetti         | 22/11/2004 - 31/01/2011 |
| Umberto Dosselli       | 01/02/2011 - 31/07/2015 |
| Pierluigi Campana      | 01/08/2015 - 31/07/2020 |
| Fabio Bossi            | 01/08/2020 - 31/07/2024 |
| Paola Gianotti         | 01/08/2024 - oggi       |

## Ubicazione e Infrastrutture
I LNF sono situati a circa 20 km da Roma, all'interno del comune di Frascati dove occupano un'area di vari ettari con vasti spazi verdi.
Un auditorio capace di circa 300 posti, intitolato a Bruno Touschek, consente di ospitare nei LNF conferenze di portata internazionale.
Il 4 ottobre 2018 è stato inaugurato il Visitor Center, uno spazio espositivo dedicato ad illustrare le attività e la storia dei LNF e dell'INFN.

## Curiosità
Il laboratorio compare nel film Vieni avanti cretino di Luciano Salce, per l'occasione, vennero messi, presso gli uffici dove lo sketch era girato, una serie di calcolatori (il mainframe della Digital, allora fra le prime aziende informatiche al mondo, PDP11/44 con un paio di unità disco fisso RA81 ed un'unità a nastro a 9 tracce TS11, oltre ad altri moduli che si vedono nelle scene)